# Islam en Allemagne

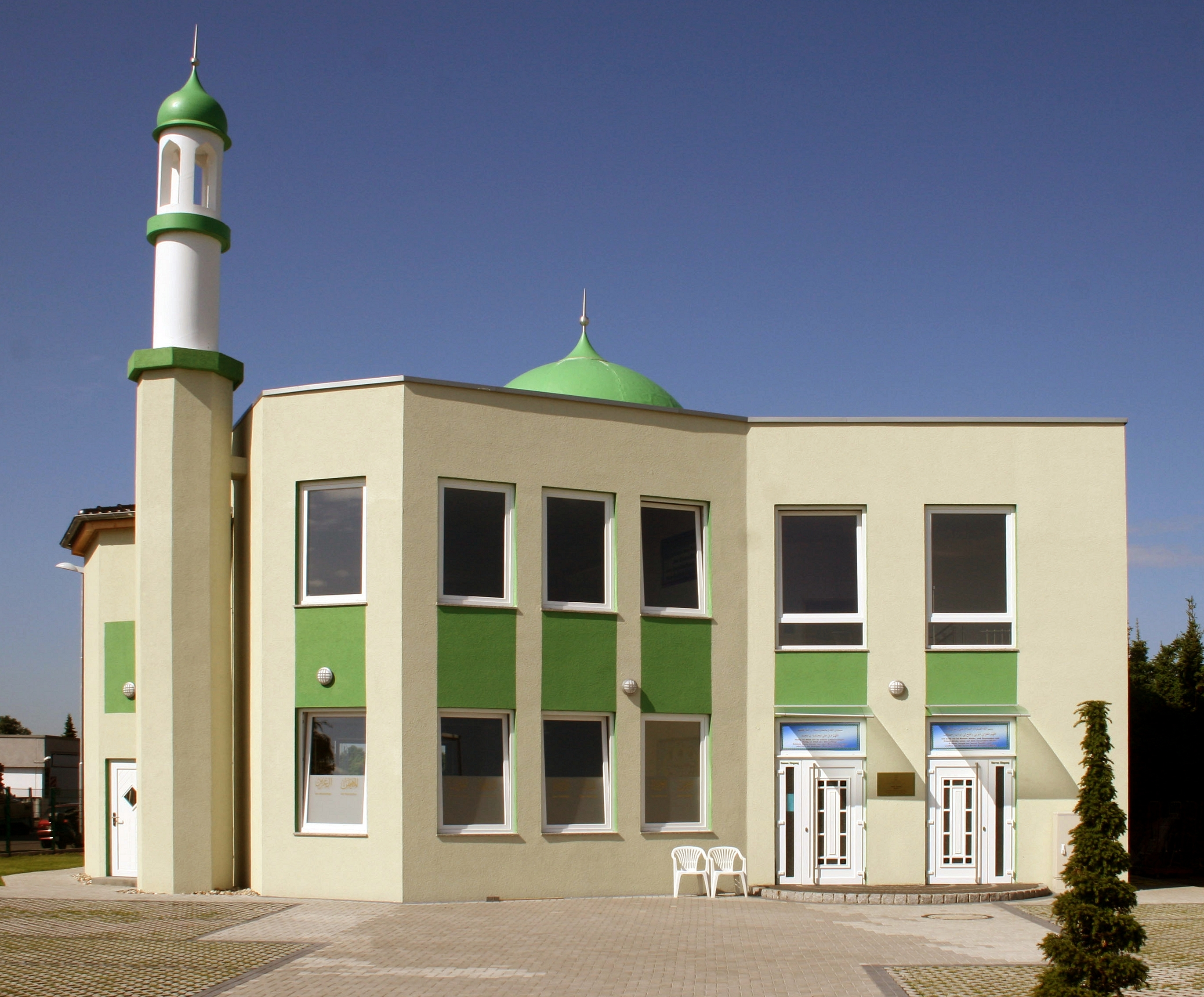
Mosquée de Rodgau.

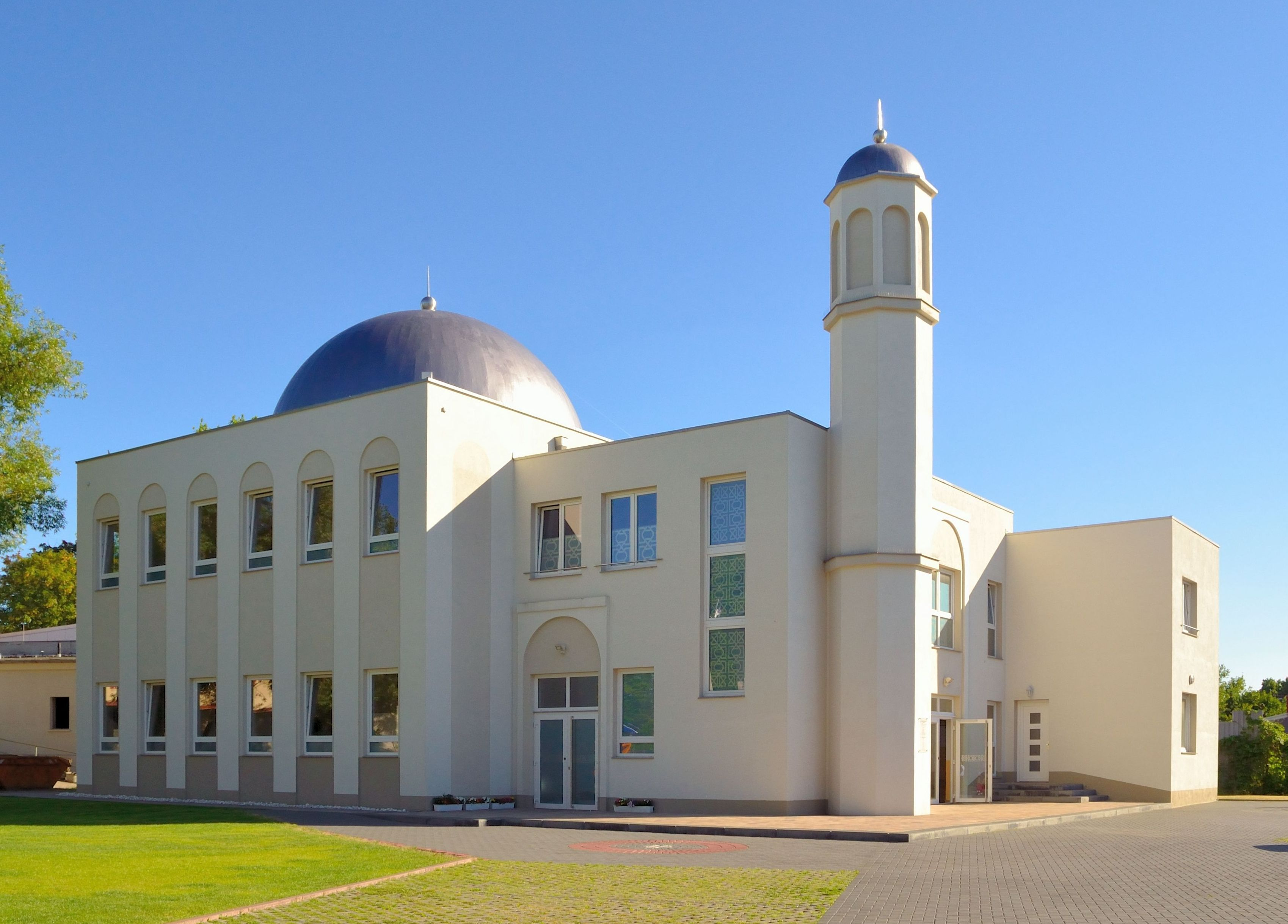
Mosquée Khadija à Berlin de la Communauté musulmane Ahmadiyya

L’islam est la troisième confession la plus répandue en Allemagne après le catholicisme et le protestantisme. D'après le recensement de 2011, 1,9 % de la population allemande est musulmane. Une estimation du Pew Research Center réalisée avant le recensement indiquait une proportion de 5 % de musulmans.
Une étude réalisée en juin 2009 pour l'Office fédéral des migrations a évalué que près de 45 % des musulmans présents sur le territoire allemand possèdent la nationalité allemande, ce qui représente environ 1,8 million de personnes.

## Répartition géographique et suivant l'origine
La plupart des musulmans vivent à Berlin et dans les grandes villes de l'Allemagne de l'Ouest. Alors que seulement 2 % vivent dans les nouveaux Länder (le territoire de l’ancienne RDA), un tiers d'entre eux habitent en Rhénanie-du-Nord-Westphalie. Cette différence s'explique historiquement : alors que jusqu'en 1989, il n'y avait aucune migration musulmane vers l'Allemagne de l'Est, c'est vers les régions industrielles de l'Allemagne de l'Ouest qu'ont d'abord convergé les immigrés de travail. Toutefois, contrairement à la plupart des autres pays européens, d'importantes communautés musulmanes existent aussi dans certaines régions rurales, en particulier dans le Bade-Wurtemberg, en Hesse et certaines régions de la Rhénanie.
63,2 % des musulmans en Allemagne ont des origines turques tandis que 13,6 % viennent de l’Europe du Sud-est, 8,1 % du Proche-Orient, 6,9 % de l’Afrique du Nord et 4,6 % de l’Asie du Sud-Est. La majorité des musulmans en Allemagne appartiennent au courant sunnite avec 74,1 %, suivis par les Alévis (12,7) % et les Chiites qui représentent environ 7,1 %. Avec une moyenne d'âge de 30,1 ans, la population musulmane d'Allemagne est sensiblement plus jeune que la population allemande dans son intégralité (plus de 10 ans d'écart).

## Histoire

### Avant leXXesiècle
Les premiers musulmans venus en Allemagne sont arrivés dans le cadre de relations diplomatiques entre celle-ci et l'Empire ottoman au XVIIIe siècle. Vingt soldats musulmans servent notamment sous Frédéric-Guillaume Ier de Prusse. En 1745, Frédéric II de Prusse fonde une unité de musulmans dans l'armée prussienne appelée Cavaliers musulmans et composé essentiellement de Bosniaques, Albanais et Tatars. En 1760, est fondé le Bosniakcorps (en), qui comptait près de mille hommes.
En 1798, un cimetière musulman est installé à Berlin. Le cimetière, qui fut déplacé en 1866, existe encore aujourd'hui. En 1900, il y avait plus de 10 000 musulmans en Allemagne, principalement des Slaves et Turcs européens.

### Immigration des musulmans en Allemagne auXXesiècle
Durant la Première Guerre mondiale, environ 15 000 musulmans furent prisonniers de guerre et enfermés à Berlin. La première mosquée a été érigée en 1915 pour ces prisonniers mais elle fut fermée en 1930. Après la guerre, un petit nombre de musulmans restèrent à Berlin. Le premier établissement d'enseignement pour les enfants est fondé en 1932.
À cette époque, on dénombre près de 3 000 musulmans en Allemagne dont 300 étaient d'origine allemande. {Avec la montée du nazisme, les musulmans, bien que n'étant pas spécifiquement ciblés, vivaient dans un climat de suspicion en tant que minorité religieuse et « non aryens ». À la fin de la Seconde Guerre mondiale, il ne restait plus qu'une centaine de musulmans dans le pays ainsi que plusieurs dizaines de centaines milliers de soldats musulmans engagés volontaires dans les légions de l'Est. En 1942, fut inauguré le centre islamique de Berlin ainsi qu'en 1943 une école d'imams à Dresde.
Martin Bormann fut catégorique « le musulman est digne d'être national socialiste ».
La mosquée de Berlin-Wilmersdorf, inaugurée en 1924, voit notamment venir prêcher pendant la guerre le grand mufti pro-nazi Mohammed Amin al-Husseini.
La plus grande vague d'immigration musulmane en Allemagne a lieu pendant la période du Wirtschaftswunder (miracle économique) dans les années 1960, qui correspond plus ou moins aux Trente Glorieuses en France. Pendant la période de validité de l'accord de recrutement des travailleurs étrangers en Allemagne (Anwerbeabkommen) de 1962 à 1973, environ 750 000 Turcs sont venus en Allemagne pour y travailler en tant que Gastarbeiter (travailleurs immigrés). L’État allemand – comme les Gastarbeiter eux-mêmes – partaient du principe qu'il s'agissait d'emplois temporaires; par conséquent, la vie quotidienne et religieuse de ces derniers était organisée d'une façon très provisoire. Faute d'une politique d'intégration ou simplement de nécessité de s'intégrer, les immigrés continuaient à vivre dans leurs communautés linguistiques et culturelles.
Après la fin des accords de recrutement des travailleurs étrangers en 1973, la plupart des Gastarbeiter sont restés en Allemagne et ont fait venir leurs familles. Par la suite, la vie religieuse a commencé à s'établir. 
Dans les années 1980, la communauté musulmane allemande a connu une profonde mutation à la suite de l'arrivée de réfugiés musulmans issus d'Afghanistan, du Liban, de Palestine, de l'ancienne Yougoslavie et de divers pays africains. Néanmoins, l'islam en Allemagne reste majoritairement marqué par la communauté turque.

#### L'islam alévi bektachi
L'alévisme regroupe des membres de l'islam dits hétérodoxes et revendique en son sein la tradition universelle et originelle de l'islam et plus largement de toutes les religions monothéistes. L'alévisme se rattache au chiisme duodécimain à travers le cinquième imam (Dja'far al-sadiq) et à Haci Bektas Veli, fondateur de l'ordre des bektachi dont la généalogie mythique remonte aussi au cinquième imam. Il se classe dans les traditions soufies et ses croyances sont assimilables au panenthéisme. Il se distingue par son non-dogmatisme des dogmes religieux dits « orthodoxes » tels le sunnisme et le chiisme dit jafarisme. Bien qu'il soit de tradition très ancienne, certains voient en l'alévisme l'exemple d'"une tradition musulmane moderne".
Haci Bektas Veli, gourou et mystique philosophe de l'alévisme, est le fondateur éponyme de la confrérie des Bektachis qui joua un rôle primordial dans l'islamisation de l’Anatolie et des Balkans.
Selon l'UNESCO, l'islam alevi bektachi, avec les apports de Haci Bektas Veli, fait preuve d'une modernité précoce : avec les mots du XIIIe siècle, Haci Bektas Veli véhicule des idées qui 8 siècles plus tard coïncident avec la Déclaration universelle des droits de l'homme (1948). Le samā‘, cérémonie religieuse des alevi bektachi, est classé au patrimoine culturel immatériel de l'humanité par l'UNESCO.
Les alevi bektachi sont musulmans mais n’ont pas l’obligation des cinq prières quotidiennes ni du hajj à La Mecque soutenant le véritable pèlerinage autour de la Véritable Kaaba, le Cœur de l'Homme. Leur lieu de culte n'est pas la mosquée mais le cemevi où femmes et hommes sont assis côte à côte. Ils célèbrent leurs cérémonies religieuses avec une danse giratoire sacrée (le samā‘) au rythme du baglama. Pour les alevi bektachi, les textes relatifs au foulard des femmes n'ont aucun caractère universel et ces textes sont, selon les conditions de notre époque, caducs ou non valides. De plus, la révélation de Dieu ne se limite pas aux textes sacrés. La Science et le Savoir sont les paroles divines inépuisables et se conformer au Savoir c'est bénéficier de la révélation inépuisable de Dieu. Aussi, la première injonction de Dieu aux croyants, le premier message ou mot, le premier devoir du véritable croyant, le premier mode d'adoration de Dieu est de « Lire » pour augmenter ses connaissances et comprendre la plus grande création d'Allah : l'Univers. Contrairement à l'islam sunnite qui reste fidèle à la langue du Coran dans tous les domaines de la vie religieuse, les alevi et les bektachi utilisent leur langue maternelle pour une meilleure compréhension des textes sacrés. Partisans de la laïcité, ils s'opposent à toute intrusion du pouvoir temporel (politique) dans la sphère spirituelle (ou atemporelle) et inversement.
La population alevi bektachi est estimée entre 500 et 625 000. En 2000, l'Allemagne accorde aux alévis le statut de « communauté religieuse ».

### XXIesiècle
En décembre 2016, une enquête du Süddeutsche Zeitung révèle que les services secrets allemands (BfV), surveillent avec préoccupation le soutien apporté par les pays du Golfe (notamment l'Arabie saoudite, le Koweït et le Qatar) à plusieurs organisations salafistes en Allemagne. L'État se dit « très inquiet ». Le BfV avance le chiffre de 10 000 personnes impliquées en Allemagne dans le salafisme et sa diffusion. L'agence fédérale pointe du doigt également le risque de radicalisation de centaines de milliers de migrants jugé « préoccupant »
En avril 2024, la classe politique réagit vivement après une manifestation d’islamistes, qui réunit à Hambourg plus de 1 000 personnes. Le rassemblement se déroule à l’appel de l’association Muslim Interaktiv, qualifiée de « proche des Frères musulmans », avec des affiches reprochant aux médias leur « islamophobie », exprimant un soutien aux Palestiniens ou encore proclamant « Le califat est la solution ». Selon Die Welt, le groupe « Muslim Interaktiv » est proche de l'organisation islamiste interdite Hizb ut-Tahrir et « milite depuis longtemps pour l'instauration d'un califat ». Le groupe a été interdit en Allemagne en 2003.

## Organisations musulmanes en Allemagne
Les musulmans allemands sont organisés en différentes confédérations, parmi lesquelles les plus importantes sont le Conseil central des musulmans d’Allemagne (Zentralrat der Muslime in Deutschland) et le Conseil islamique pour la République fédérale d’Allemagne (Islamrat für die Bundesrepublik Deutschland). Alors que le premier, issu du groupe de travail musulman en Allemagne (Islamischer Arbeitskreis Deutschland) en 1994, s’occupe principalement de la vie religieuse quotidienne des musulmans en Allemagne, à savoir les programmes scolaires, la pastorale ou le calcul des fêtes religieuses, le second a pour but de coordonner les décisions des communautés musulmanes en Allemagne.
À côté du Conseil central, on trouve un vaste éventail de confédérations musulmanes qui garantissent le lien avec les pays d'origine de différentes communautés. Parmi celles-ci, les confédérations turques sont les plus grandes et les mieux organisées. La principale confédération turque est l'Union turco-musulmane pour la religion (Türkisch-Islamischen Union der Anstalt für Religion), fortement organisée par l'État turc puisque ses imams sont toujours des fonctionnaires turcs. Au même niveau, il y a la Communauté musulmane Milli Görüs (Islamische Gemeinschaft Milli Görüs - IGMG) et l'Association des centres culturels musulmans (Verband der Islamischen Kulturzentren).
En ce qui concerne les autres confédérations musulmanes organisées après des groupes ethniques, il existe une Confédération des communautés musulmanes des Bosniaques en Allemagne (Vereinigung Islamischer Gemeinden der Bosniaken in Deutschland, VIGB) et une Communauté islamique en Allemagne (Islamische Gemeinschaft in Deutschland, IGD) de la communauté arabe, organisation considérée aujourd'hui par les autorités comme la branche allemande des Frères musulmans,. En tant que communauté religieuse, on trouve aussi la Communauté alévie en Allemagne (Alevitischen Gemeinde Deutschland). Les chiites sont également présents, avec plusieurs centres, notamment un centre important à Hambourg, l' Islamisches Zentrum Hamburg, dont le directeur est nommé par l'État iranien. Parmi les directeurs de ce centre, au fil des années, peuvent être cités les ayatollahs iraniens Mohammad Beheshti, et Reza Hosseini Nassab.
Les confédérations se regroupent au niveau fédéral dans le Conseil de coordination des musulmans (Koordinierungsrat der Muslime). L'IGMG fait partie du Conseil musulman pour l'Allemagne; le IGD et le VIGB font partie du Conseil central des musulmans d'Allemagne.
L’association islamique turque Ditib qui représente la majorité des musulmans en Allemagne gère 900 mosquées dans le pays en 2017. 
En février 2017, elle tombe sous le feu de la critique. Un reportage de la Norddeutscher Rundfunk (NDR) montre que l’association a de plus en plus tendance à nourrir intolérance religieuse et hostilité vis-à-vis de la démocratie. Parmi les citations d'un dirigeant local de l'association, que le reportage met en avant, on peut lire : « nous ne sommes pas tenus par la démocratie » ou encore « Je crache au visage des Turcs et des Kurdes qui ne vivent pas de façon islamique. Que valent-ils donc s’ils ne sont pas musulmans ? ». Pour André Trepoll du CDU, « l'intolérance religieuse croissante et le rejet de la démocratie à DITIB est une grave menace pour la coexistence pacifique des gens à Hambourg » Après le reportage, Ditib a tenu à souligner que les citations ne reflètent pas l'opinion de l'association, mais uniquement celle d'un ancien prédicateur turc.

## Débats récents
À l’heure actuelle, on constate une vague d’islamophobie en Allemagne, comme le montre un sondage cité par la chaîne télévision France 24. 50 % des Allemands supportent mal l'immigration musulmane et, d’après un sondage mené par l'émission Forum am Freitag, qui se consacre à l’information sur l’islam, 79 % des Allemands estiment que les musulmans feraient trop peu pour leur intégration. Le débat sur l’intégration des musulmans en Allemagne est devenu un sujet brûlant, à la suite de la prise de position officielle de la chancelière Angela Merkel, qui a constaté publiquement l'échec du concept « Multikulti » et à la publication du livre de Thilo Sarrazin L’Allemagne court à sa perte, mais aussi en raison du mouvement citoyen Pro Köln et du débat qui s'est enflammé autour du port du voile (« Kopftuchdebatte »).

### Pro Köln / Pro NRW
Pro Köln est un mouvement citoyen d'extrême droite, présent avec cinq sièges au conseil municipal de Cologne. Depuis 2004, le mouvement est recensé dans le rapport de la direction de la sécurité du territoire de la Rhénanie-du-Nord-Westphalie comme étant susceptible de nourrir des ambitions d'extrême droite; ce jugement a été confirmé en 2005 par un arrêt de la Cour administrative du land.
Dénonçant "l'islamisation" de la région et la construction des mosquées, qu'il essaye d'empêcher par des pétitions, le mouvement observe d'un œil très critique l'Union islamo-turque qui ne sert pas, d'après Pro Köln, à l'intégration.

### Débat sur le port du voile (Kopftuchdebatte)
Le débat a commencé en 1998 dans le Bade-Wurtemberg, où le land a refusé un emploi à une enseignante musulmane en raison de son refus de quitter son voile pendant les cours. À la suite d'une procédure lancée par cette femme, l'affaire a fini à la Cour constitutionnelle fédérale, qui a cassé en 2003 la décision du land. Depuis ce moment-là, ce sont les länder eux-mêmes qui sont obligés de créer leurs propres lois en ce qui concerne le port du voile.
En 2003, le Bade-Wurtemberg, la Bavière, la Hesse, la Sarre, Berlin, le Brandebourg et la Basse-Saxe ont envisagé l'interdiction du port du voile dans les écoles.
Dans l'opinion publique se tisse un débat autour du symbolisme du voile. Pour les uns, c'est un symbole de l'oppression de la femme dans l'islam ou même du fondamentalisme; pour les autres, l'expression individuelle de la religiosité. Dans l'enseignement scolaire, qui n'interdit pas l'utilisation des symboles chrétiens dans les salles de classe, certains sont d'avis que le port du voile symbolise une attaque contre la position exclusive du christianisme. D'autres au contraire, partisans d'un concept privilégiant un comportement laïque des enseignants, le considèrent comme une attaque contre la neutralité religieuse de l’État.

### Concept deMultikulti
Lancé par les Verts (Die Grünen) dans les années 1980, ce concept prônait une société multiculturelle dans laquelle les cultures cohabiteraient harmonieusement en toute tolérance et respect de l’autre, mais sans se mélanger. Le 16 octobre 2010, lors d'une conférence de jeunes chrétiens-démocrates, la chancelière a proclamé que ce concept avait totalement échoué. L’Allemagne, a-t-elle souligné, se sentirait liée aux valeurs chrétiennes, et celui qui n’accepte pas cela n’aurait pas sa place dans ce pays. En effet, on observe que les différentes cultures ne se mélangent pratiquement pas en Allemagne, mais qu’au contraire, le phénomène des sociétés parallèles s'intensifie. Quarante ans après leur arrivée, il reste des familles d'anciens travailleurs immigrés (Gastarbeiter) qui, ne parlant pas encore suffisamment l’allemand, sont par conséquent peu intégrées dans la société d’aujourd’hui.

### L'Allemagne court à sa perte: Thilo Sarrazin et ses thèses controversées
En août 2010, un membre du consistoire de la Banque fédérale d’Allemagne (Deutsche Bundesbank) et du SPD, Thilo Sarrazin, a publié un livre controversé sur les effets négatifs de l’immigration, particulièrement musulmane, en Allemagne. Ce livre a fait polémique, car Sarrazin y avance entre autres que seules l’immigration turque ou arabe permettent actuellement à l'Allemagne de soutenir sa démographie faiblissante, ce qui conduirait en définitive à un « abêtissement » général de la population,. Thilo Sarrazin a été démis de ses fonctions au sein de la Banque fédérale.
Avec ce livre politique le plus vendu de la décennie en Allemagne, Sarrazin a relancé un débat public sur l’intégration des musulmans. Sur l’échiquier politique, il reçoit le soutien de plusieurs personnes, comme Horst Seehofer, ministre-président de la Bavière (CSU), qui s’est prononcé également contre l’immigration turque et arabe, ou Kristina Schröder (CDU), ministre de la famille, qui a présenté le phénomène de la germanophobie dans certaines écoles allemandes où la proportion d'élèves issus de l'immigration musulmane est forte.
Il a également touché une corde sensible dans différentes couches de la population, pour qui il est la première personne qui ose prononcer à haute voix les angoisses de beaucoup d’Allemands. Selon ces gens, la société allemande est basée et fondée sur des valeurs chrétiennes qui ne sont pas compatibles avec des valeurs musulmanes. Tant que les immigrants musulmans n’acceptent pas les valeurs fondamentales, ils n’ont pas de place dans la société. Face à eux, néanmoins, il y a aussi ceux qui, rejetant ces thèses, considèrent les immigrants musulmans comme un enrichissement pour la société allemande. Ils ne voient pas l’islam comme une menace pour la culture allemande, mais comme une partie de la nouvelle Allemagne[réf. nécessaire].

## Tendances récentes en matière d'intégration de l'islam en Allemagne

### Éducation

#### Formation des imams
En 2010, les universités de Münster, Osnabrück et Tübingen ont présenté leur projet de former des imams à partir de 2011. Annette Schavan, ministre de l’éducation et de la recherche, estime que ce projet peut favoriser l’intégration de l’islam dans la culture allemande et contribuer à empêcher une politisation de l’islam. Grâce à la compétence en langue et culture allemande qu'ils acquerraient au fil d'un cursus universitaire allemand, les futurs imams pourraient constituer un chaînon entre les communautés musulmanes et la communauté chrétienne.

### Télévision publique

#### Forum am Freitag[35]
Créée en 2009 sur la seconde chaîne publique allemande (ZDF), cette émission dont le titre signifie "Forum du vendredi" offre aux musulmans allemands une plate-forme pour présenter non seulement leur religion mais aussi leur vie quotidienne. En outre, elle se penche chaque semaine sur les problèmes actuels concernant les communautés musulmanes allemandes, comme la proportion élevée de jeunes musulmans violents.

#### Türkisch für Anfänger
Jouant librement avec des stéréotypes turcs et allemands, cette série télévisée du scénariste germano-turc Bora Dagtekin, dont le titre signifie "Turc pour débutants", met en scène une famille recomposée germano-turque vivant à Berlin. Diffusée en trois saisons de 2006 à 2008 sur la première chaîne de télévision publique (ARD), elle a été un tel succès qu'elle s'est vu attribuer le prix Grimme dans la catégorie divertissement. (Le Grimme-Preis est le prix le plus prestigieux qui récompense des émissions télévisées en Allemagne).

### Politique

#### Conférence allemande de l'islam (Deutsche Islamkonferenz, DIK)
Alors que l'État allemand, malgré son principe de laïcité, est lié depuis longtemps par des liens contractuels d'organisation avec les communautés religieuses catholique, protestante et juive, il n'existe pas jusqu'à présent de lien comparable avec la communauté musulmane. Ainsi, alors que les catholiques, protestants ou juifs qui déclarent leur religion au fisc payent une part d'impôt religieux (Kirchensteuer) qui est ensuite reversée par l'administration fiscale aux églises, il n'en va pas de même pour les musulmans. De même, à l'heure actuelle, l'enseignement scolaire prévoit des cours de religion pour les trois communautés associées, mais pas pour les enfants musulmans.
Cependant, depuis 2006, le ministère de l'Intérieur a créé la Conférence allemande de l'islam (Deutsche Islamkonferenz), qui est entrée dans sa deuxième phase de travail en 2010. Composée d'une part de représentants politiques de l'État allemand, d'autre part de représentants des organisations musulmanes en Allemagne et de membres de la société civile musulmane, cette conférence a pour but d'établir un dialogue à long terme entre l'État allemand et les musulmans qui vivent sur son territoire. Elle se penche sur des sujets variés, de la conciliation entre les valeurs musulmanes et les principes constitutionnels allemands à la lutte contre l'islamisme en passant par la promotion d'une image positive de l'islam, l'introduction de cours de religion musulmanes dans l'enseignement scolaire, la formation des imams dans l'enseignement supérieur public, le soutien de l'État à la création d'instituts théologiques islamiques, l'égalité des sexes, la construction des mosquées.
La deuxième phase de la DIK, entamée à l'été 2010 sous la houlette du ministre de l'Intérieur actuel Thomas de Maizière, a été critiquée par certains, qui estiment qu'elle ne constitue pas un organe représentatif de la population musulmane dans son intégralité. En effet, ses membres sont invités par le ministère de l'Intérieur, qui sélectionne ses interlocuteurs de sorte que certaines organisations musulmanes présentes sur le territoire allemand n'en font pas partie, soit parce qu'elles n'y ont pas été conviées, soit parce qu'elles s'en sont retirées pour protester contre l'orientation thématique des discussions.

#### Position de l'ex-président fédéral Christian Wulff
Dans un discours prononcé devant le parlement turc le 19 octobre 2010 lors d'une visite officielle, le président fédéral Christian Wulff s'est référé au débat autour de l'intégration des musulmans en Allemagne. Soulignant que les immigrés faisaient partie de l'Allemagne mais qu'il ne fallait pas nier l'existence de problèmes d'intégration - le fait de « s'installer » (« Ausharren ») dans la dépendance par rapport à l'État, un taux de criminalité élevé, un comportement machiste chez certains, le refus de l'éducation et la performance - il a appelé les Turcs d'Allemagne à apprendre la langue allemande et à se conformer aux règles de la Loi fondamentale allemande, et particulièrement aux principes de la dignité humaine, de la liberté d'expression, de l'égalité de l'homme et de la femme et de la neutralité de l'État en ce qui concerne la religiosité ou la conception du monde.
Précédemment, à l’occasion de la fête nationale allemande, le 3 octobre 2010, Christian Wulff a affirmé que l’islam faisait partie de l’Allemagne, au même titre que le christianisme ou le judaïsme, tout en indiquant également que le christianisme faisait partie de la Turquie,.
Pendant sa visite de la Turquie, Christian Wulff a non seulement participé à plusieurs offices célébrés par la minorité chrétienne mais aussi accompagné la pose de la première pierre de l'université germano-turque à Istanbul. Le président fédéral, qui s'est opposé à la vision de Horst Seehofer (CSU) en ce qui concerne l'« incapacité » des Turcs à s'intégrer en Allemagne, est considéré comme un "intégrateur" (Süddeutsche Zeitung) et turcophile (voir la couverture de l'hebdomadaire Focus qui représente Wulff habillé en religieux musulman).

#### Reconnaissance officielle de l'islam en Allemagne (Religionsgemeinschaft)
L’islam en Allemagne ne fait pas encore partie des religions reconnues (Religionsgemeinschaft) et ne fait ainsi pas encore partie des religions soumettant ses fidèles à l’impôt ecclésial (Kirchensteuer). Il n’existe pas de religion d’État en Allemagne, comme le rappelle l’article 137-1 de la constitution de Weimar de 1919, mais l’article 137-5 permet la reconnaissance par l’État de communautés religieuses présentant des garanties de longévité, et l’article suivant 137-6 évoque la possibilité pour ces religions de se constituer par la suite en collectivité de droit public, afin de pouvoir prétendre à la collecte d’un impôt destiné à financer les cultes. Cette collecte se fait par le biais des impôts sur le revenu, sur la base d’une liste fiscale recensant les affiliations religieuses des citoyens allemands. La levée de cet impôt ecclésial est plus particulièrement régie par l’article 140 de la loi fondamentale (Grundgesetz) de la République Fédérale d’Allemagne de 1949, constitution qui se rapportait tout d’abord à la partie ouest (RFA), avant de s’appliquer, lors de la réunification à la partie est (RDA).
L’article 140 de la loi fondamentale de 1949 reprend les articles 136, 137, 138, 139 et 141 de la constitution de Weimar de 1919, réaffirmant ainsi le principe de droit et non de devoir pour les religions de se constituer comme communauté, puis collectivité, et la possibilité de lever un impôt. L’impôt ecclésial est un privilège que l’État allemand permet aux communautés religieuses de lever, délégant par la même occasion les modalités fiscales aux différentes régions allemandes (Bundesländer), et mettant à disposition des autorités religieuses son administration fiscale (Finanzamt) pour faciliter la collecte de cet impôt en échange d’un pourcentage sur les sommes prélevées. Chaque Land/région fixe le montant du prélèvement cultuel, entre 8 et 9 % du revenu.
Pour le moment, seules les Églises catholiques, protestantes et luthériennes, ainsi que les membres de la communauté juive, sont reconnues comme collectivités de droit public et dont les membres sont donc soumis au Kirchensteuer. Le financement des cultes par un tel moyen permettrait entre autres à l’État de réduire l’impact des dons de pays musulmans et l’influence de ces derniers sur l’islam allemand.
L’islam allemand n’est pas encore reconnu comme tel, se heurtant dans un premier temps à la multitude des groupes et orientations musulmanes, empêchant une reconnaissance commune et ne présentant ainsi pas pour l’État allemand les gages de communauté et de longévité inscrits dans la loi. Malgré tout, des discussions sont en cours entre les différentes organisations musulmanes allemandes et l’État allemand, afin de franchir la première étape de la reconnaissance et ainsi devenir une Religiongemeinschaft.
Quant à la reconnaissance de l’islam comme collectivité de droit public, cela nécessite encore de nombreux échanges, quant à la répartition entre les différents courants de l’islam, mais aussi entre les communautés qui craignent par l’imposition du Kirchensteuer de perdre des fidèles, comme cela peut être observé dans les différentes religions soumises à cet impôt. Pourtant, l’un des cinq piliers de l’islam est justement l’aumône annuelle (la zakât), laquelle consiste en un impôt proche de celui prélevé sur les revenus des membres des communautés religieuses chrétiennes et juives en Allemagne. Elle constitue, pour un particulier imposable, 2,5 % de son revenu annuel, hors terrain, habitation, mobilier, hypothèques et bijoux. Les sommes récoltées sont utilisées à la construction de bâtiments d’utilité publique (écoles, hôpitaux, etc.), ou comme subvention aux besoins des populations les plus pauvres.
Lors d’un colloque de l’IFSO (Islamic Finance Students Organization) à l’université de Strasbourg sur la zakât et les banques, un maître de conférences a réalisé une analyse pénaliste de la zakât « dont n’est ressortie aucune incompatibilité en soi du mécanisme avec le droit pénal des affaires ».
L’absence de reconnaissance de l’islam en Allemagne n‘empêche pas le pays d’être représenté dans les organisations et fondations privées faisant office d’autorité pour les musulmans en Europe. Ainsi, dans le Conseil Européen de la Fatwa et de la Recherche (CEFR), une fondation se donnant pour but d’unifier la jurisprudence islamique et d’édicter collectivement des fatwas (des avis juridiques émis par des spécialistes du droit islamique, tenant compte de l’environnement local et du statut de minorité religieuse de leurs destinataires, trois membres sur les trente-trois que composent la fondation, résident en Allemagne.
La plupart des musulmans vivant en Allemagne étant d’origine turque, nombreux dont ceux qui adhèrent à un autre mouvement, en lien avec le CEFR : Millî Görüş. Ce mouvement a pour but d’aider la communauté turque à s’intégrer dans la société où elle vit, tout en se rappelant sa langue et sa culture.
La création en 2006 de la Conférence allemande de l’islam (Deutsche Islamkonferenz) a pour but d’établir un dialogue à long terme entre l’État allemand et les musulmans qui vivent sur son territoire. La question du Kirchensteuer, mais également de l’enseignement de la religion musulmane dans les écoles (au même titre que les pour les communautés catholiques, protestantes, luthériennes et juives) y est régulièrement soulevée, mais doit faire face à de nombreux obstacles, parfois même de la part des membres de la conférence.